# Parafia Niepokalanego Serca Najświętszej Maryi Panny w Czyrnej
Parafia Niepokalanego Serca Najświętszej Maryi Panny w Czyrnej – parafia rzymskokatolicka, znajdująca się w diecezji tarnowskiej, w dekanacie Krynica-Zdrój.

## O parafii
Parafia rzymskokatolicka w Czyrnej została erygowana na mocy dekretu bpa tarnowskiego Jana Stepy w 1951 r. Obecnie rolę kościoła parafialnego (Niepolanego Serca NMP) pełni dawna cerkiew św. Parascewy wzniesiona w latach 1893-94.

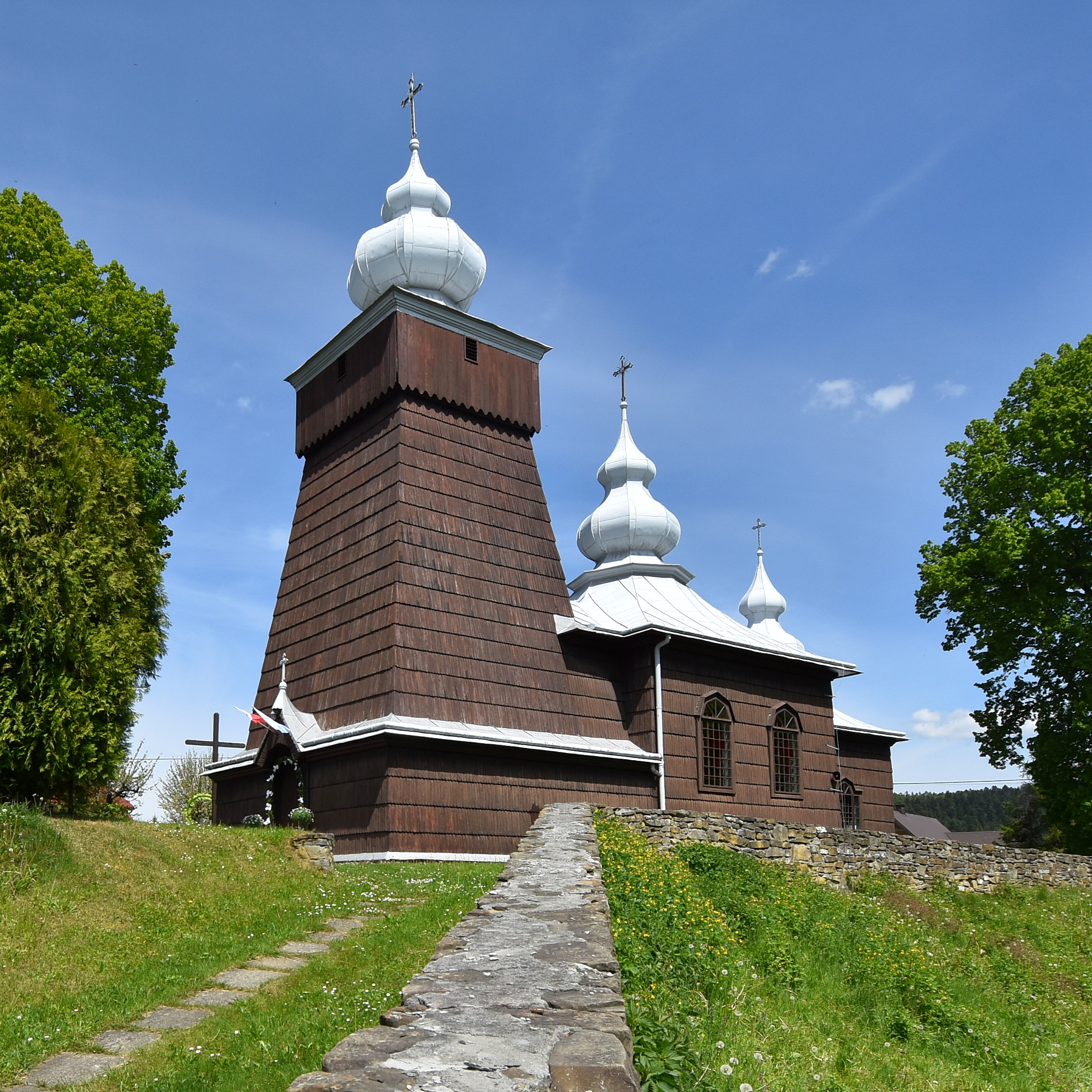
Piorunka, kościół filialny w dawnej cerkwi

## Proboszczowie
- ks. Panek,
- ks. Mieczysław Czekaj,
- ks. Władysław Bawiński,
- ks. Józef Baczyński,
- ks. Henryk Bielak,
- ks. Tadeusz Mróż,
- ks. Bogdan Wiszyński,
- ks. Adam Basista,
- ks. Ryszard Kudroń (2016–2024)[4],
- ks. Mariusz Kmieć (2024 – )[5].

źródło: